# Mariano Escobedo, Llera
Mariano Escobedo är en ort i Mexiko.   Den ligger i kommunen Llera och delstaten Tamaulipas, i den centrala delen av landet, 400 km norr om huvudstaden Mexico City. Mariano Escobedo ligger 172 meter över havet och antalet invånare är 435.
Terrängen runt Mariano Escobedo är platt åt sydost, men åt nordväst är den kuperad. Runt Mariano Escobedo är det mycket glesbefolkat, med 7 invånare per kvadratkilometer. Närmaste större samhälle är Ignacio Zaragoza, 1,1 km öster om Mariano Escobedo. Trakten runt Mariano Escobedo består till största delen av jordbruksmark.